# أغنية

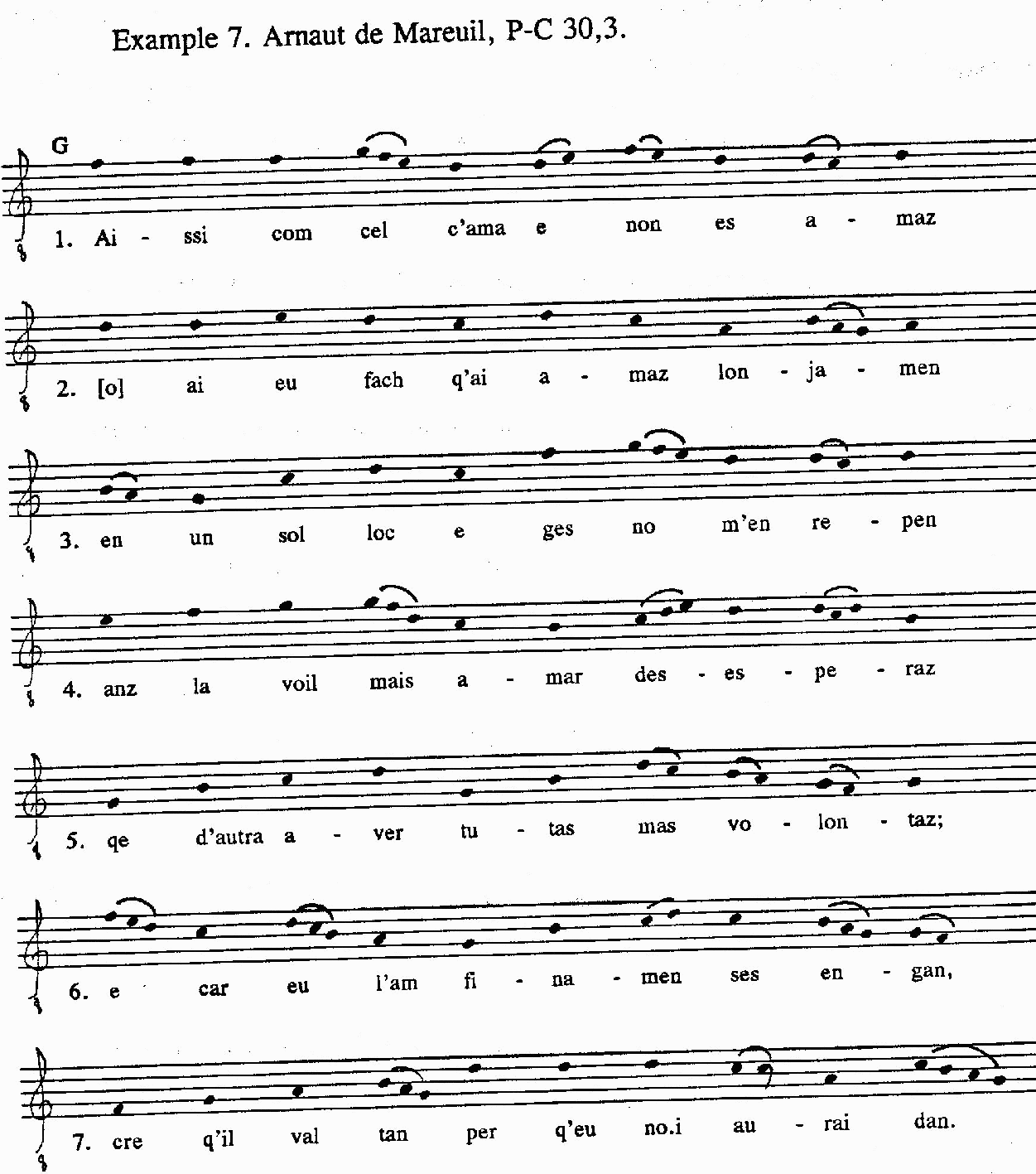

الأُغْنِيَّةُ (الجمع: أُغْنِيَّات وأَغَانِيّ) أو الأُغْنِيَةُ (الجمع: أُغْنِيَات وأَغَانٍ) قصيرة التكوين نسبيا. تحتوي الأغاني على أجزاء موسيقية تترافق مع صوت الإنسان، عموما ترافقها الآلات الموسيقية الأخرى (الاستثناءات هي المقاطع الغنائية السريعة)، عادة تكون كلمات الأغاني من القصائد. في الأصل الأغنية يغنيها مغني وحيد، ولكن يمكن أيضا أن يكون ثنائي، وثلاثي، أو أكثر
كلمات الأغاني عادة من الشعر، أي الشعر الموزون، رغم أنها قد تكون دينية أو الآيات الحرة النثر.
تقسم الأغاني إلى أشكالا مختلفة، تبعا للمعايير المستخدمة.
بين شعبة واحدة هي «الفن والأغاني» و«الأغاني الشعبية» و«الأغاني الفلكلورية أي التقليدية» المشتركة الأخرى أساليب التصنيف حسب الغرض المقدس ص ج علماني)، على طريقة الرقص، والقصة إلى آخره أو من الوقت الأصلي (النهضة المعاصرة، الخ).
بشكل عام، الأغنية كثيرا ما يستخدم للإشارة إلى التأليف الموسيقي، كما أن الأغنية تشير إلى كل مؤلف موسيقي يترافق مع صوت الإنسان.

## أنواع الغناء

### أغاني الأطفال
تعددت وتنوعت التعاريف التي تناولت أغاني وأناشيد الأطفال، فقد عرفتها «حنان العناني» بأنها «قطع شعرية سهلة في طريقة نظمها وفي مضامينها، تنظم على وزن مخصوص وتصلح لتؤد ّى جماعيا ً أو فرديا ً»، غب حين يرى «أحمد نجيب» أن الشعر يخرج إلى عالم الأطفال في صورة الأغنية والنشيد، والأوبريت والاستعراض والمسرحية الشعرية. ويغلب أن يعتمد الأداء في هذه الأشكال على الأطفال أنفسهم، ولو أنه يحدث أحيانا ً أن يقوم الكبار بعملية الأداء، وبخاصة في ميدان الأغنية.
أما «حسن شحاتة» فيرى أن الأغاني والأناشيد لون من ألوان الأدب شائعة محبب وتلحينها يغري الأطفال بها، ويزيد من ممارستهم لها، وإقبالهم عليها، لأن الطفل يشارك زملاءة في إلقاء النشيد ويشارك في ذلك الصوت الجماعي القوي، مما يزيد من شغف الأطفال بهذه الأناشيد.
تلعب الأغاني والأناشيد دورا ً هاما ً في تعليم وتثقيف الأطفال، فهي بما فيها من موسيقى تخاطب الوجدان وتلعب الأغاني والأناشيد دورا ً هاما ً في تكوين الطفل اجتماعيا إذا ما تم اختيارهما بعناية من جانب المعلمة وتم إلقاؤهما بطريقة تربوية سليمة.
من أهم مؤلفي أناشيد الأطفال الشاعر سليمان العيسى، ومن أشهر من غنـّى للأطفال محمد ضياء الدين ومحمد فوزي، وريمي بندلي التي قدمت مجموعة من أغاني الأطفال في طفولتها في ثمانينات القرن العشرين، أشهرها «غسـّل وجهك يا قمر» و«أعطونا الطفولة». فضلا ً عن انتشار القنوات الفضائية المخصصة لأناشيد الأطفال مؤخرا ً كقناة طيور الجنة وقناة كراميش.
من أشهر أغاني الأطفال على مر العصور:
- ذهب الليل، محمد فوزي
- ماما زمانها جاية، محمد فوزي
- يالله تنام ريما، فيروز
- اضحك اضحك، محمد ضياء الدين
- البالونة، محمد ضياء الدين
- توت.. توت.. قطر زغنطوط، عبد المنعم مدبولي وهدى سلطان في بداية الثمانينيات في مسلسل «لا يا ابنتي العزيزة»
- أهلا ً بالعيد، صفاء أبو السعود
- كان في فراشة، نيللي
- كان عندي بغبغان، وردة الجزائرية
- إبريق الشاي، سيد الملاح
- البنات البنات، سعاد حسني
- ألف بيه وبوبايي، شوشو

### أغاني شعبية
الأغاني الشعبية (الفلكلورية) هي أغاني ّ ذات أصول مجهولة أحيانا ً تتناقل شفهيا ً. وهي من أهم جوانب ثقافة أو هوية الشعوب. كما تنتقل الأغاني الشعبية بطرق غير شفهية (أي عن طريق التسجيل) خاصة في العصر الحديث. ثمة أغاني ّ شعبية في كل الثقافات تقريبا ً. يعتقد بأن المصريين هم أول شعب ابتكر الأغنية الشعبية في عهد الفراعنة [بحاجة لمصدر]، وتطورت مع بداية القرن العشرين حيث سيد درويش ملك الأغنية الشعبية المصرية الكلاسيكية وموسيقاه تدرس في معاهد الموسيقى العربية جميعها ثم تطورت أيضا ً إلى قالب موسيقي أحدث. ومن أشهر مؤد ّي الأغاني الشعبية في مصر أحمد عدوية وحكيم (مغني).
أما أشهر الأغاني الفلكلورية في منطقة بلاد الشام، فأغاني «زريف الطول» و«روزانا» و«يا هويدلاك» و«الهوارة».

### أناشيد دينية
غالبا ما تؤدى هذه الأناشيد دون مصاحبة الموسيقى، وتتناول مواضيع دينية. من أشهر من أنشد أناشيد دينية يحيى حوى ومشاري العفاسي وغيرهم.

### مدائح نبوية
هو عبارة عن الشعر الذي يهتم بمدح رسول الإسلام محمد بن عبد الله بتعداد صفاته الخـُلـُقية والخـَلقية وإظهار الشوق لرؤيته وزيارته والأماكن المقدسة التي ترتبط بحياته، مع ذكر معجزاته الماديـّة والمعنويـّة ونظم سيرته شعرا ً والإشادة بغزواته وصفاته والصلاة عليه تقديرا ً وتعظيما ً. وغالبا ً ما يتداخل المديح النبوي مع قصائد التصوف وقصائد المولد النبوي.

### أغاني وطنية
هي الأغاني التي تعبر عن حب الوطن أو الحاكم. وغالبا ً ما تكون قصيرة وقليلة الأبيات وقد تحتوي على موسيقى وقد لا تحتوي على موسيقى. من أشهر الأغاني الوطنية ما غنته فيروز لمدينة القدس، وأغنية وطني حبيبي يا وطني الأكبر، وأغنية الحلم العربي.